# Steve Yzerman
Stephen Gregory Yzerman, detto Steve (Cranbrook, 9 maggio 1965), è un dirigente sportivo ed ex hockeista su ghiaccio canadese naturalizzato statunitense che attualmente ricopre il ruolo di general manager dei Detroit Red Wings. Yzerman ha giocato l'intera carriera NHL con i Detroit Red Wings ed è membro della Hockey Hall of Fame. Nelle ventidue stagioni trascorse in NHL ha vinto tre volte la Stanley Cup.

## Carriera

### Caratteristiche tecniche
Di ruolo centro, Yzerman era un attaccante estremamente votato all'attacco nella prima parte della sua carriera. Dotato di un tiro molto forte, utilizzava le abilità nel pattinaggio e nello stickhandling per creare gioco e segnare punti e assist, cercando spesso di superare i difensori nell'uno-contro-uno. Con l'arrivo di Scotty Bowman quale allenatore dei Detroit Red Wings nella stagione NHL 1993-1994, Yzerman modificò radicalmente il suo stile di gioco concentrandosi anche sull'aspetto difensivo, impegnandosi a tutta pista, diventando un attaccante two-way: "Yzerman, inizialmente riluttante all'insistenza di Bowman, reinventandosi, divenne non solo uno dei migliori attaccanti two-way della NHL, ma guidò Detroit alla vittoria di diversi campionati". Steve Yzerman era conosciuto anche per la sua leadership nota come "lead-by-example".

### Club
Prima della stagione 1986-1987 all'età di 21 anni, Steve Yzerman venne nominato capitano dei Red Wings e continuò a servire la franchigia come capitano per i due decenni successivi (vestendo la maglia da capitano per oltre 1300 partite). Si è ritirato al termine della stagione 2005-2006 e il suo servizio da capitano della squadra dei Detroit Red Wings, durato dal 1986 al 2006 è il più lungo di qualsiasi squadra nordamericana, in qualsiasi lega professionistica. Votato come l'atleta più popolare nella storia sportiva di Detroit, i detroiters fanno riferimento a lui solamente come "Il Capitano" (The Captain in inglese). Yzerman nella sua carriera ha guidato i suoi Red Wings per ben cinque volte in cima alla stagione regolare NHL e alla vittoria di tre Stanley Cup (1997, 1998, 2002).
Yzerman ha vinto numerosi premi durante la sua carriera, tra cui il Ted Lindsay Award nel 1989, il Conn Smythe Trophy nel 1998, il Frank J. Selke Trophy nel 2000 e il Bill Masterton Memorial Trophy nel 2003. È stato 10 volte un NHL All-Star, un First Team All-Star nel 2000 e membro dell'NHL All-Rookie Team nel 1984.
Yzerman si è ritirato ufficialmente il 3 luglio 2006, finendo la carriera come sesto giocatore di tutti i tempi della NHL per punti (692 goal, 1063 assist, 1755 punti), superato poi da Jaromir Jagr (attualmente Yzerman è settimo giocatore di tutti i tempi per quanto riguarda i punti totali). Il suo career-high lo raggiunse nella stagione 1988-1989, quando mise a segno 155 punti (65 goal e 90 assist), record battuto solo da Wayne Gretzky e Mario Lemieux. Il suo numero 19 è stato ritirato ufficialmente il 2 gennaio 2007, durante una cerimonia pre-partita alla Joe Louis Arena di Detroit. Il 4 novembre 2008 è stato eletto nella Canadian Sports Hall of Fame. Nel 2009, tre anni dopo il suo ritiro, come prevede il regolamento, è stato eletto nella Hockey Hall of Fame, assieme ai suoi ex compagni di squadra Luc Robitaille e Brett Hull.
Il 25 settembre del 2006 è stato eletto vicepresidente dei Detroit Red Wings, e ricoprendo lo stesso ruolo vinse la Stanley Cup nella stagione 2008. Nel maggio del 2010 è diventato il general manager dei Tampa Bay Lightning, carica che ha ricoperto fino alla stagione NHL 2017-2018. Durante la stagione NHL 2018-2019 ha ricoperto il ruolo di Senior advisor per i Tampa Bay Lightning. Il 19 aprile 2019 annuncia il suo ritorno ai Detroit Red Wings con il ruolo di general manager.

### Nazionale
Yzerman ha militato con la nazionale canadese in numerosi tornei internazionali, vincendo la medaglia d'oro ai XIX Giochi olimpici invernali di Salt Lake City, diventando uno dei pochi giocatori a vincere la medaglia d'oro olimpica e la Stanley Cup nello stesso anno. Yzerman è stato il general manager del Team Canada ai Mondiali di hockey su ghiaccio del 2007, vinti dal Canada ed è stato eletto Direttore Esecutivo, sempre del Canada, il 7 ottobre 2008, designato per le Olimpiadi di Vancouver 2010, vinte poi dalla nazionale canadese in finale contro quella statunitense.

## Palmarès

### Club
- Stanley Cup: 3

Detroit: 1996-97, 1997-98, 2001-02

### Nazionale
- Giochi olimpici: 1

Salt Lake City 2002
- Canada Cup: 1

1984

### Individuale
- Hockey Hall of Fame: 1

2009
- Bill Masterton Memorial Trophy: 1

2002-2003
- Conn Smythe Trophy: 1

1998
- Frank J. Selke Trophy: 1

1999-2000
- Lester B. Pearson Award: 1

1988-1989
- Lester Patrick Trophy: 1

2005-2006
- NHL General Manager of the Year Award: 1

2014-2015
- NHL First All-Star Team: 1

1999-2000
- NHL All-Rookie Team: 1

1983-1984
- NHL All-Star Game: 10

1984, 1988, 1989, 1990, 1991, 1992, 1993, 1997, 1999, 2000
- Campionato mondiale di hockey su ghiaccio All-Star Team: 2

Svezia 1989, Svizzera 1990
- Miglior attaccante del Campionato mondiale: 1

Svizzera 1990
- Capocannoniere del Campionato mondiale: 1

Svizzera 1990 (19 punti)